# Yannick Carrasco
Yannick Ferreira Carrasco (Vilvoorde, 4 de setembro de 1993) é um futebolista belga que atua como ponta-esquerda. Atualmente defende o Al Shabab.
Filhos de pai português e mãe espanhola, Yannick nascera na Bélgica e lá começou a jogar futebol antes de rumar à Mônaco e assinar com o clube local e garantir-se no elenco que vencera a Ligue 2 em 2013.
Ao longo da sua carreira, o jogador tivera duas boas passagens pelo Atlético de Madrid, onde foi uma peça essencial na reta final da La Liga de 2020–21, contribuindo com assistências nos jogos mais importantes e ajudando a equipe a conseguir o título do Campeonato Espanhol pela primeira vez em sete temporadas.
Em sua carreira, também foi um dos grandes destaques da chamada "Geração de Ouro da Bélgica", participando da melhor campanha dos belgas em uma Copa do Mundo – onde ficaram em 3º colocado no ano de 2018.

## Carreira

### Juventude
Nascido em Vilvoorde, Bélgica, filho de pai português e de mãe espanhola. Iniciou sua carreira no Stade Everois em 1999.
Jogou futebol pela primeira vez pelas categorias de base do Stade Everois, da comuna de Evere, próximo de sua comuna natal Vilvoorde. Após dois anos no clube de Evere, passou 4 anos na base do Diegem Sport, até chegar à base do Genk, clube de maior expressão no futebol belga. Antes meso de estrear profissionalmente no futebol belga, foi contratado pelo clube francês da primeira divisão, Monaco.

### Monaco
Em 25 de junho de 2010, Yannick assinou seu primeiro contrato profissional com o Monaco, com uma duração de três anos. Estreou como profissional pelo Monaco no dia 30 de julho de 2012 num jogo da Ligue 2 contra o Tours. Nessa partida, fez um gol de falta abrindo o marcador na vitória da sua equipe por 4–0. Na 7ª rodada, repetiu o feito ao balançar as redes do Dijon e empatar o jogo em 1–1 aos 82 minutos.
Na sua primeira temporada pelo clube, participou em 27 jogos e marcou 6 gols, contribuindo assim para a promoção da sua equipe à Ligue 1, bem como o título da Divisão Secundária.
Marcou seu primeiro gol na Ligue 1 em 5 de outubro de 2013 contra o Saint-Étienne, a partir de um lançamento de James Rodríguez ajudando na vitória da sua equipe por 2–1. Em 20 de outubro de 2013, marcou dois gols em seis minutos no empate por 2–2 contra o Sochaux.
Apesar do bom início, Yannick careceu de espaço com Claudio Ranieri no comando do Monaco. O italiano optava por um esquema tático sem pontas, o que dificultou a participação do belga no restante da competição. Todavia, a equipe tinha bons rendimentos, já que chegou à segunda colocação da Liga, e caíram na semifinal da Copa da França.
Apesar do bom ano, Claudio deixou a equipe e, em junho de 2014, a equipe monegasca assinou com o português Leonardo Jardim para comandar o clube. A saída de Carrasco do time não foi concretizada pela insistência do lusitano que gostaria de contar com o belga no elenco. Desse modo, deixando de realizar seu movimento à Roma, ele permaneceu em Mónaco e tivera a grande época de sua vida desde a estreia.
Atuando pelo lado esquerdo do campo, Carrasco destacou-se com seus passes e ajudou a equipe a vencer diversas partidas sendo o protagonista de algumas. Na 11ª rodada da Ligue 1, enfrentou o Bastia e deu uma assistência para Valère Germain abrir o placar e, posteriormente, Geoffrey Kondogbia desempatar o marcador aos 78 minutos com uma cabeçada proveniente de uma falta do belga. Nos últimos seis minutos do tempo normal, Yannick fechou o placar em 3–1 e fechou uma positiva sequência de quatro participações em gols nos últimos dois jogos.
Continuando suas boas performances, a equipe, em solo francês, chegou às semifinais da Copa da Liga Francesa, perdendo o único jogo em que o belga esteve ausente; foi eliminado nas quartas de final  da Copa da França diante o PSG; e ficaram na 3ª colocação da Ligue 1. O ponta esquerda participou ativamente de 15 tentos no Campeonato Francês, sendo nove assistências e seis bolas na rede.
Yannick estreou na Liga dos Campeões da UEFA de 2014–15 na Fase de Grupos em uma vitória diante o Bayer Leverkusen. Só veio ter sua primeira participação em gols na última rodada, ao dar uma assistência em cobrança de falta para Aymen Abdennour abrir o placar diante o Zenit. Classificado ás oitavas, ele marcou seu único gol na edição após receber um passe de Bernardo Silva e fechar o triunfo por 3–1 diante o Arsenal no jogo de ida. Os monegascos, porém, foram derrotados na Fase seguinte diante a Juventus.
Após sua ótima performance no elenco de Mónaco, o belga foi um dos nomes a serem cotados em outras equipes. Assim, em julho de 2015, decidiu deixar a Ligue 1 para assinar com um time da capital espanhola.

### Atlético de Madrid

#### 2015–16
Em 10 de julho de 2015, o Atlético de Madrid anunciou a contratação de Yannick num acordo de cinco temporadas por um valor de 17,2 milhões de euros. Marcou seu primeiro gol pelo Atlético em 18 de outubro de 2015, na vitória por 2–0 sobre o Real Sociedad. Entre bons jogos e algumas lesões na sua estreia pelo clube espanhol, Carrasco foi um jogador de números modestos. Em 29 jogos de La Liga, marcou quatro gols, e ajudou a equipe a ficar em terceiro lugar. Posteriormente, foi eliminado nas quartas de final da Copa do Rei pelo Real Club Celta de Vigo.
Na final da Liga dos Campeões de 2015–16, aos 79 minutos, ele marcou o gol de empate contra o rival Real Madrid no qual perdeu nos pênaltis, tornando-se o primeiro jogador belga a marcar um gol na final da Liga dos Campeões. Na comemoração do gol, o jogador pulou a placa de publicidade e deu um beijo na sua namorada Noémie Happart. Na ocasião, eles formavam um casal e ela tinha sido eleita a Miss Bélgica.

#### 2016–17

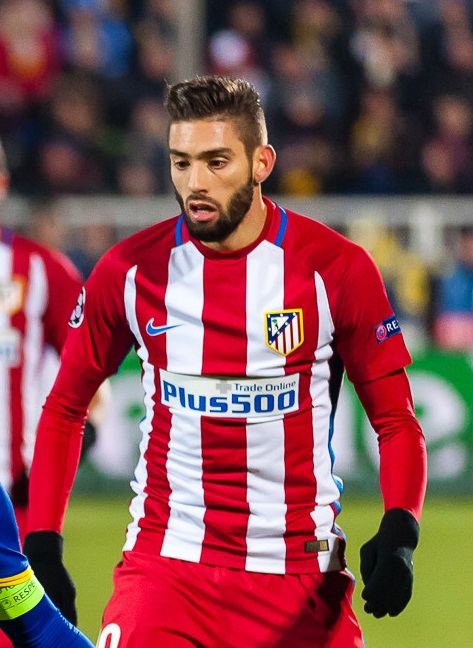
Carrasco em 2016.

Em sua nova época, apesar de um começo sem participações diretas em gols no início da La Liga, mostrou muita qualidade quando, em 15 de outubro de 2016, marcou seu primeiro hat-trick na vitória por 7–1 sobre o Granada. Em 21 de outubro de 2016, renovou seu contrato com o Atlético até 30 de junho de 2022, inicialmente o contrato era até 2020. A multa rescisória de Yannick antes era de 40 milhões de euros, porém, agora, gira em torno dos 100 milhões de euros.
 

Oito dias após renovar seu contrato, mostrou novamente muita qualidade ao fazer um doblete diante o Málaga na Liga. Por fim, após outras partidas balançando as redes, fizera isto pela última vez em mais um doblete, dessa vez diante o Osasuna na 32ª rodada. O Atleti garantiu a mesma colocação da época passada e o belga fizera chegou a marca de 10 gols e quatro assistências.

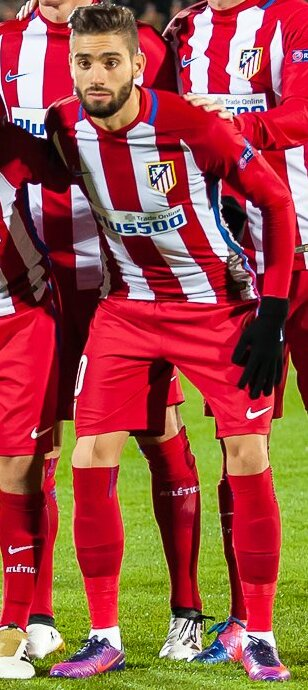
Carrasco na Liga dos Campeões em 2016.

Marcou dois gols na vitória por 6–0 sobre o Guijuelo pela Copa del Rey. Contudo, parou de participar diretamente de tentos e viu a equipe ser eliminada na semifinal para o Barcelona.
Carrasco tivera um bom começo na Liga dos Campeões da UEFA de 2016–17. Nos três primeiros jogos, balançou as redes do FC Bayern München e do FC Rostov em jogos consecutivos que terminaram em 1–0. Todavia, deixou de participar dos demais tentos da equipe e viu o Atleti novamente ser uma equipe eficaz na competição. Contudo, no Dérbi de Madrid, válido pela semifinal, o time de Diego Simeone foi novamente derrotado pelo Real e foram impedidos de disputaram sua segunda Final Continental consecutiva.
Mesmo sem títulos, Carrasco concluiu a época com 53 partidas e 14 gols marcados, um recorde individual desde sua estreia pelo Monaco.

#### 2017–18
Afirmado como uma das grandes sensações do futebol mundial, o atacante foi sondado por outros clubes da Europa, mas decidiu ficar em Madrid ao fim da janela de transferências. Assim, começou sua época participando de três gols (sendo duas assistências e uma bola na rede) na goleada de 5–1 diante o Unión Deportiva Las Palmas pela segunda rodada da La Liga.
Ele seguiu a temporada sendo uma peça ofensiva muito relevante ao clube da capital. Nas demais partidas, balançou as redes do Athletic Club e do Sevilla Fútbol Club nas rodadas cinco e seis. Por fim, terminou a boa sequência dando uma assistência para Saúl Ñíguez abrir o placar no empate em 1–1 com o Barcelona. Todavia, no jogo seguinte válido pela Liga dos Campeões, sofreu uma lesão no joelho e ficou de fora de quatro partidas.
Após sofrer uma lesão, ainda que de curta duração, Yannick teve sua minutagem reduzida em comparação ao período anterior. Isso fez com que o belga deixasse de ser tão participativo em gols como antes, encerrando a reta final de 2017 sem contribuir ativamente para nenhum tento na La Liga. Apesar disso, chegou a fornecer uma assistência para José Giménez abrir o placar contra o Elche, pela Copa do Rei.
No início de 2018, voltou a dar um passe decisivo, desta vez para Thomas Partey, que fechou a vitória por 3–0 sobre o Las Palmas no Campeonato Espanhol. Essa foi sua última participação direta em gols, visto que, anteriormente, havia marcado uma vez e dado uma assistência nos confrontos contra o Club Lleida Esportiu, ambos válidos pela Copa do Rei.
Perdendo o espaço no clube de Simeone, que apostava em uma formação de dois atacantes, e quatro atletas ocupando a linha de meio de campo, o jogador tinha menos interesse de continuar no time. Assim, ao início da janela de transferências, o atleta foi sondado por outros times e decidiu sair da Europa em uma negociação incomum para um jogador de apenas 24 anos.

### Dalian Yifang
Em 26 de fevereiro de 2018, Carrasco juntou-se ao Dalian Yifang por um valor de 30 milhões de euros.
Sua passagem pela China foi positiva em números individuais, mas o clube também tivera de lidar com um comportamento incomum do belga ao longo das duas temporadas em que ele esteve sob contrato com os chineses. Em novembro de 2018, na reta final da época, o europeu se envolveu em uma dividida com um colega de equipe nos treinos e quebrou-lhe o nariz. Como desculpas pelo acidente, o antigo jogador do Atleti ofereceu uma quantia em dinheiro, que foi recusada pelo jogador chinês.
No ano seguinte, com a janela de transferências de verão abertas, Yannick tivera novamente um comportamento passível de críticas. De acordo com o goleiro do time, o belga se atrasava e não se esforçava durante os treinos da equipe. O treinador afirmou que o europeu havia tomado um cartão amarelo de propósito em uma partida do Campeonato para ser suspenso da partida seguinte.
Era sabido que Carrasco gostaria de retornar à Europa, mas não conseguiu sacramentar esse retorno durante o ano de 2019. Assim, fizera sua melhor temporada na Superliga, tendo estufado as redes adversárias 17 vezes em 25 partidas. Na época anterior, tinha feito sete tentos no mesmo número de jogos de Liga. Apesar dos bons números, não conseguiu se aproximar do título nacional, tendo apenas alcançado a semifinal da Copa da China de Futebol nas duas épocas que esteve na Ásia.

### Atlético de Madrid
Em 31 de janeiro de 2020 exatamente às 09:30, Carrasco retornou ao Atlético de Madrid, por empréstimo do Dalian Yifang. Posteriormente, fazendo uma época regular com a equipe, mas com apenas um gol, foi devidamente comprado pelo clube espanhol por 28 milhões de euros. O contrato novo seria válido por quatro épocas.

#### 2020–21
Devidamente negociado, Yannick começou sua nova temporada com o Atleti que viria a ser muito positiva. Mesmo tendo de lidar com lesões menores e uma infecção por Coronavírus, o jogador foi muito importante nos 30 jogos que esteve em campo pela La Liga, pois fizera seis gols – com destaque para o único gol do jogo diante o Barcelona na 10ª rodada, o seu primeiro contra este clube desde que estreou – e outras 10 assistências, ficando apenas três assistências atrás do líder nesse quesito.[carece de fontes?] Essas 16 participações auxiliaram a equipe a vencer diversas partidas, tendo perdido apenas um jogo que o belga participara ativamente de um tento, e conquistar o Campeonato Espanhol pela 11ª na história – quebrando um hiato de sete temporadas sem conquistá-lo. Nas últimas nove partidas da Liga, Carrasco contribuiu diretamente com 10 gols da equipe Rojiblanca.
Na última rodada, o Atleti precisava vencer o último jogo e o Real Valladolid Club de Fútbol tinha de conquistar os três pontos para evitar o seu rebaixamento. No começo da partida, Óscar Plano abriu o placar para a equipe da casa aos 18 minutos. Com essa derrota, o Real Madrid estava conquistando o título, mas coube a Yannick dar sua última assistência da temporada para Ángel Correa empatar a partida aos 57 minutos. 10 minutos depois, Luis Alberto Suárez garantiu o gol que deu o troféu aos Colchoneros. Na jornada anterior, Suárez havia feito um gol salvador que também garantiu a virada por 2–1 diante o Osasuna e coube a Carrasco dar a importante assistência ao uruguaio.
Yannick disputou apenas a Liga dos Campeões da UEFA de 2020–21 além da La Liga. O belga foi acometido por algumas lesões ao longo da época e tivera de disputar cinco jogos com a equipe espanhola. Nesse período, participou de gols apenas na última rodada da Fase de Grupos, onde estufou as redes e deu uma assistência na vitória por 2–0 diante o FC Red Bull Salzburg. Nas oitavas, o Chelsea eliminou os Colchoneros pelo agregado de 3–0.

#### 2021–22
Yannick tivera um rendimento relativamente menor em sua nova época. Pela La Liga de 2021–22, o atleta fizera seis gols e outras seis assistências em 34 partidas. Com o rendimento coletivo sendo inferior se comparado à época passada, a equipe diminuíra duas posições na tabela final e não conseguiu o bicampeonato.
O Atleti tivera consecutivos insucessos nas demais competições. Carrasco deu apenas uma assistência na estreia da equipe na Copa del Rey contra o Rayo Majadahonda, mas viu o time perder o jogo seguinte e ser eliminado. Na decisão da Supercopa da Espanha, a equipe também foi derrotada. O belga estivera em campo novamente na Liga dos Campeões da UEFA e não participou de nenhum gol, mas foi expulso na última rodada da Fase de Grupos contra o Porto. Ao retornar, contemplou uma nova eliminação, dessa vez nas quartas de final, da competição.

#### 2022–23
Ainda sob o comando de Simeone, o jogador permaneceu na equipe e transitou por diferentes posições ao longo da temporada – apesar de ser essencialmente um ponta ou meia-esquerda. Entre as posições utilizadas, ainda que em baixa frequência, o belga foi ponta direita contra o Getafe, centroavante contra o Real Madrid e lateral esquerdo, onde participou de uma linha defensiva composta por cinco jogadores em uma partida contra o Barcelona e outras equipes no decorrer de La Liga.
Apesar da mudança ocasional, Yannick fizera uma temporada consistente e marcou sete gols em 35 partidas de Campeonato Espanhol. A pontuação deixou a equipe novamente na terceira colocação. Nas demais competições, o belga marcou dois gols contra o Arenteiro na Copa del Rey e estufou as redes do Bayer 04 Leverkusen na Liga dos Campeões. Em ambas as competições a equipe foi eliminada, sendo nessa última uma precoce desclassificação na Fase de Grupos.

#### 2023–24
O restante de sua passagem foi muito curto. Assim que abriu a janela de transferências, o jogador passou a ser sondado por uma equipe do exterior e o belga tivera apenas três partidas pela La Liga de 2023–24, onde deu uma assistência Memphis Depay desempatar a partida que terminou 3–1 diante o Granada na estreia do clube na competição, e assinou com seu novo time.

### Al-Shabab
Após já ter estreado pelo clube espanhol, Yannick decidiu rumar novamente à Ásia para assinar com o Al Shabab Football Club da Arábia Saudita. Na ocasião, os árabes pagaram 15 milhões de euros para tirarem o belga da Espanha e assinarem com ele por um período de três temporadas.

## Seleção

### Seleção de Base

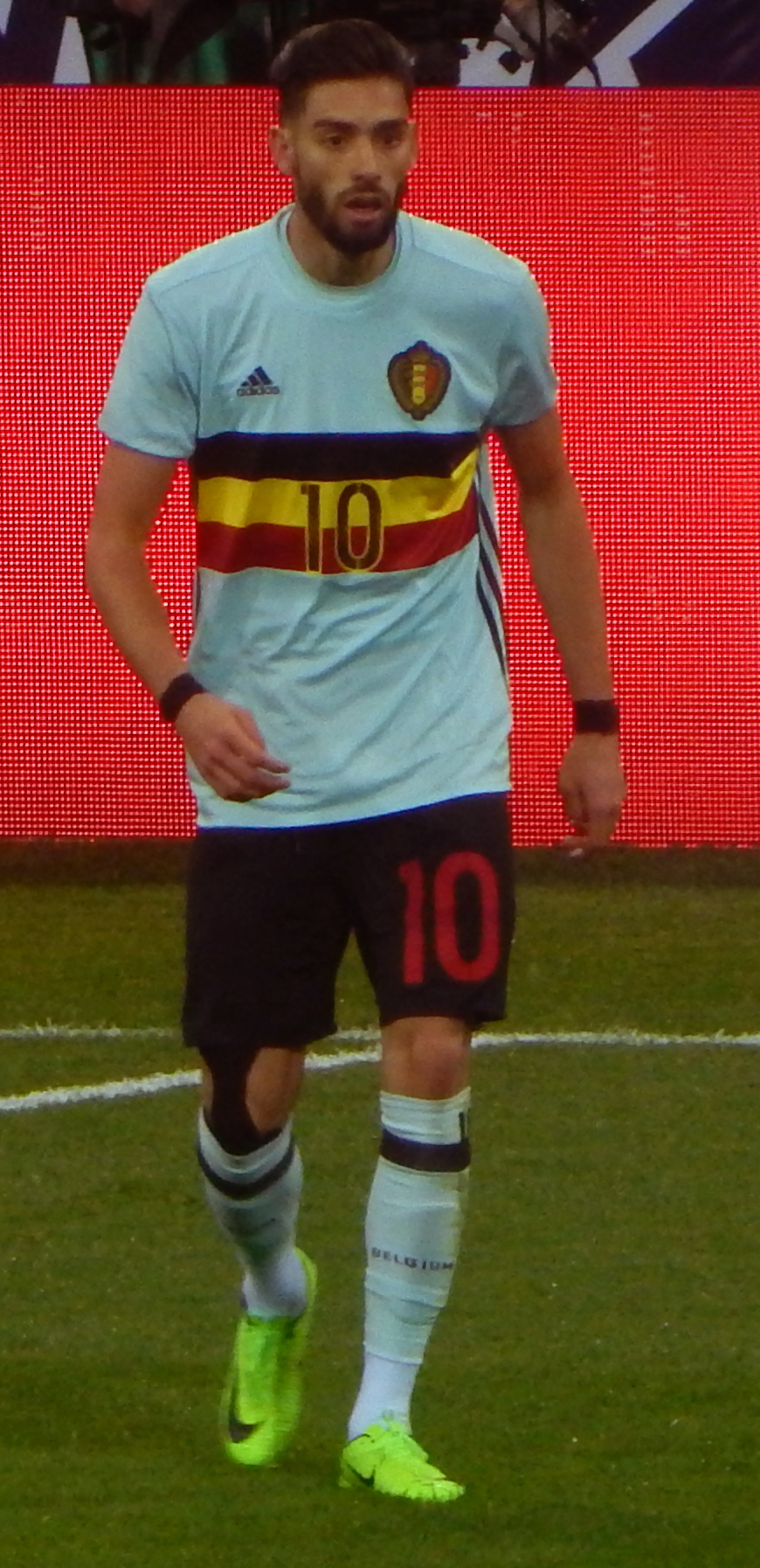
Carrasco em 2017.

Carrasco foi frequentemente convocado às seleções de Base da Bélgica, tendo tido sua primeira aparição  em 2008, pela equipe sub-15. Com o passar dos anos, continuou tendo participação ativa com seus colegas adolescentes até 2015, quando estreou pela Bélgica principal.

### Bélgica
Estreou pela Seleção Principal em 28 de março de 2015, na vitória por 5–0 sobre o Chipre em partida válida pelas Qualificações para a Eurocopa de 2016. Em 26 de junho de 2016, marcou seu primeiro gol pela seleção principal na vitória por 4–0 sobre a Hungria pela Eurocopa de 2016. Na Fase seguinte, pelas quartas de final, os belgas foram eliminados pelo País de Gales.
Carrasco foi ativamente utilizado pelo treinador Roberto Martínez durante a campanha que buscava classificar os belgas à Copa do Mundo. Entre amistoso e eliminatórias, o jogador conseguiu marcar gols contra o Chipre, Países Baixos, Estônia e Bósnia. Enquanto performava com seus companheiros, o comandante espanhol tinha de adotar uma formação tática que contemplasse o atacante do Atlético de Madrid e o principal nome da geração belga: Eden Hazard. Na época, ambos jogavam pelo lado esquerdo do campo, mas a qualidade dos dois era demasiada e tornou-se necessária a participação de ambos dentro dos gramados. Assim, Martínez buscou uma disposição tática que colocou o capitão como Meia-atacante e Yannick nas alas.

### Copa do Mundo de 2018

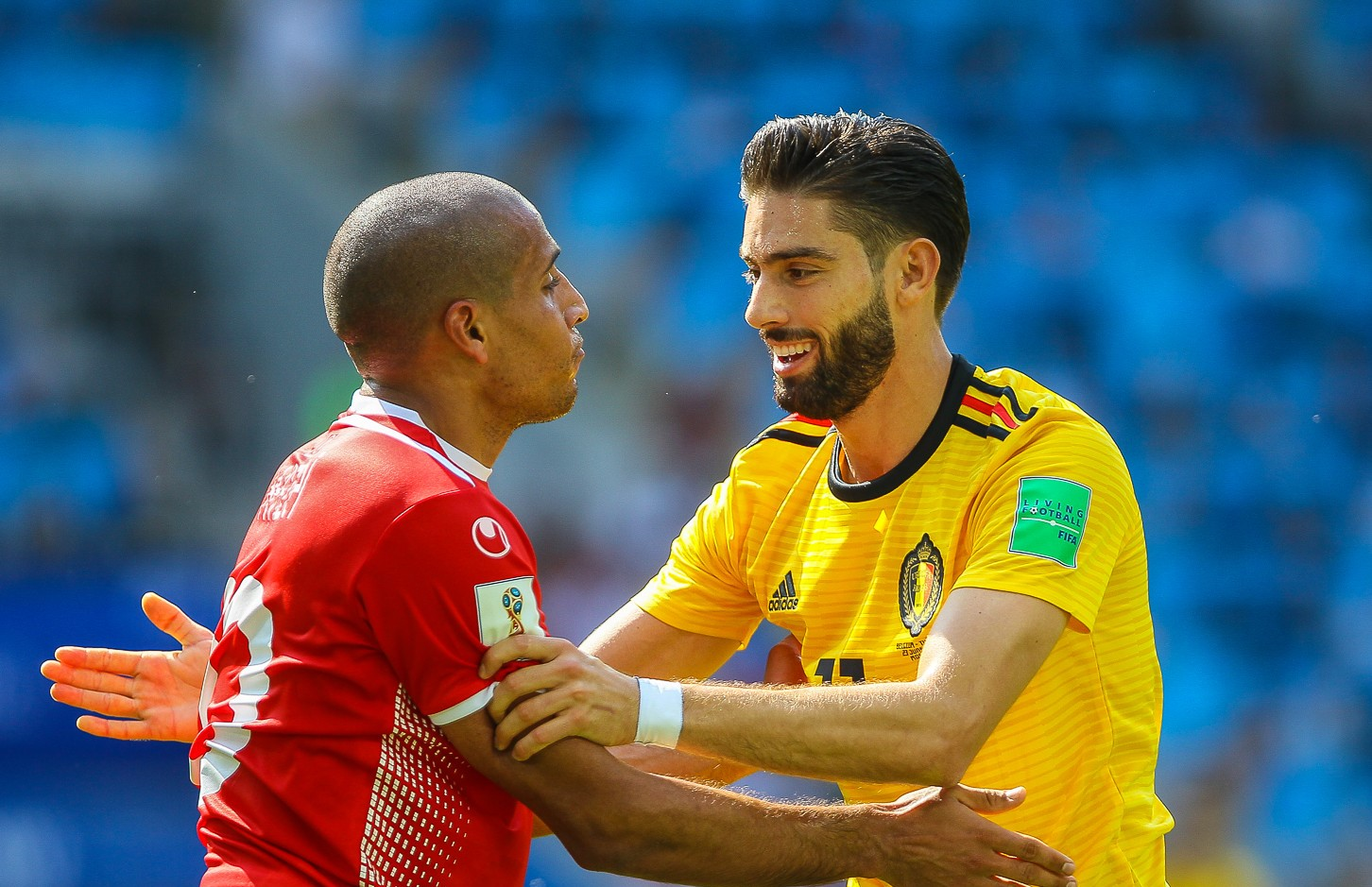
Carrasco na Copa do Mundo de 2018.

Carrasco foi convocado à Copa do Mundo de 2018. O jogador estreou na primeira rodada da Fase de Grupos vencendo o Panamá. Na partida seguinte, jogou 90 minutos pela única vez em uma nova vitória contra a Tunísia. Martínez decidiu deixar Hazard na mesma função que Yannick fazia outrora. Assim, o jogador ficou ausente do jogo final da Primeira Fase contra a Inglaterra.
Depois desse jogo, Carrasco alternava entre jogos presentes e ausentes. Após não estar em campo no terceiro jogo da Fase de Grupos, foi titular contra o Japão nas oitavas de final, mas novamente não participou de gols. Ao derrotarem os asiáticos, a Bélgica enfrentou o Brasil e os eliminou sem Yannick em campo.

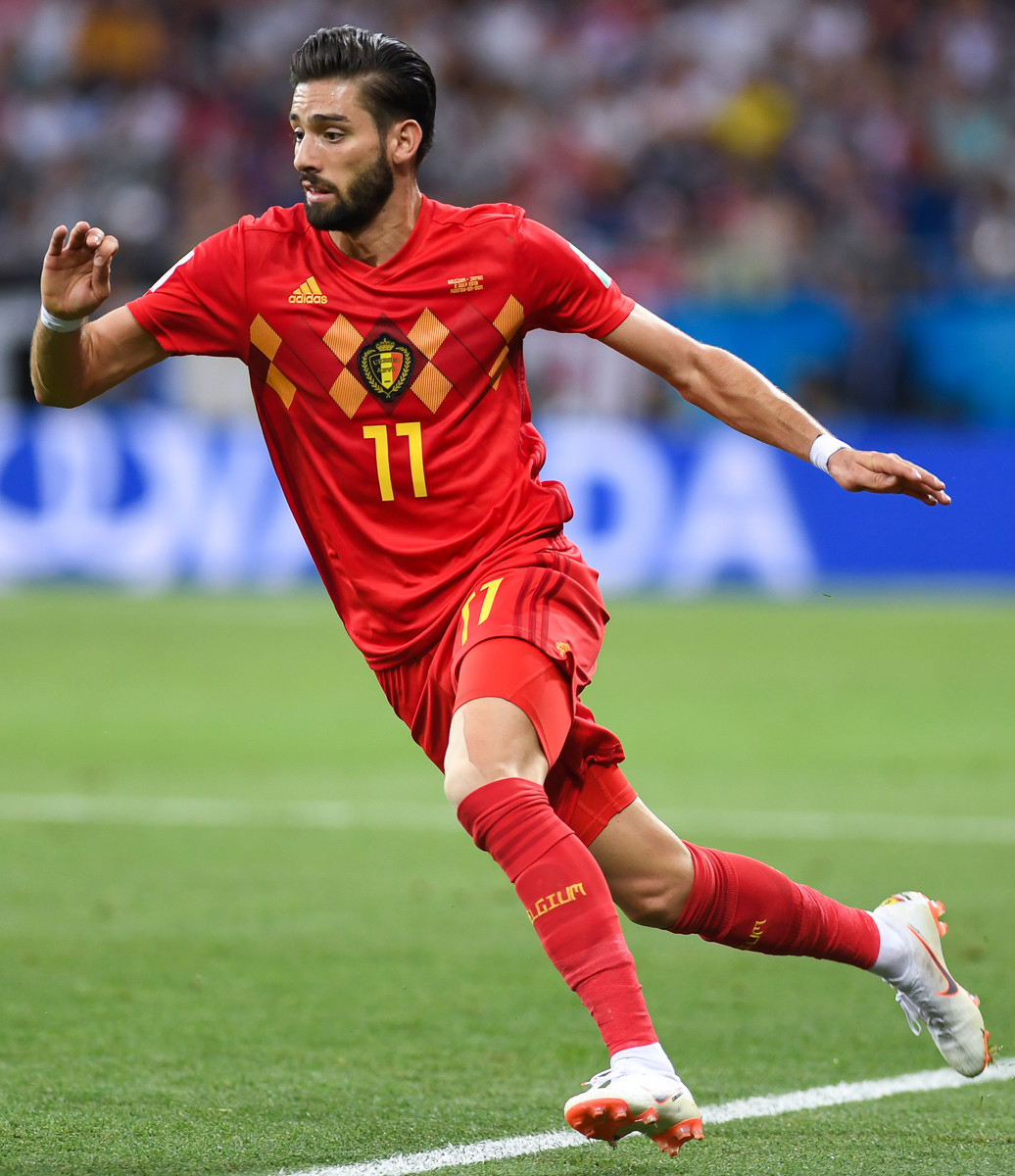
Carrasco em 2018.

O jogador só voltou aos gramados nos últimos 10 minutos da partida da semifinal contra a França. Todavia, já entrou com os belgas precisando empatar o jogo, pois o placar já havia sido aberto por Samuel Umtiti. Contudo, sua contribuição em campo não foi efetiva e os franceses conseguiram vaga à final eliminando a Seleção de Martínez. Na disputa de 3º lugar, Yannick novamente não entrou em campo e viu seus colegas vencerem novamente a Inglaterra e ficarem com a Medalha de bronze – a melhor colocação da história da Seleção Belga em Copas do Mundo.

### Euro 2020
Carrasco foi novamente convocado frequentemente até culminar na ida da Bélgica à Euro 2020. Lá, porém, tivera uma participação semelhante da Copa do Mundo anterior. O treinador optou por uma formação sem nenhuma meia-atacante e utilizou três zagueiros para compor a defesa. De tal modo, deixou Yannick como titular na ponta esquerda e Thorgan Hazard, irmão de Eden, como ala esquerda na estreia dos belgas diante a Rússia. Na partida seguinte, a dupla repetiu, mas o atacante do Atlético de Madrid saiu no decorrer do segundo tempo e viu os irmãos Hazard ajudarem a Bélgica a virar o jogo contra a Dinamarca. Pouco antes de ir ao banco de reservas, Thorgan empatou o jogo em 1–1. Quando Carrasco deu lugar para o irmão mais velho do jogador que abrira o placar entrar, viu este dar uma assistência para Kevin De Bruyne dar números finais ao jogo fazendo o placar mudar para 2–1.
Notando a mudança positiva, Martínez sequer utilizou Yannick para o terceiro jogo. Sua última aparição foi apenas nos três minutos finais das oitavas, quando a Bélgica eliminou Portugal por 1–0. Nas quartas, Carrasco viu seus colegas serem eliminados pela Seleção Italiana por 2–1.

### Nations League 2020–21
Após perderem a Euro, Yannick foi convocado para os jogos de semifinal da Liga das Nações da UEFA de 2020–21. Lá, foi titular contra a França e abriu o placar aos 37 minutos. Contudo, os franceses reverteram o placar desfavorável e concluíram o jogo em 3–2. Na disputa de 3º lugar, os belgas foram novamente derrotados pelos italianos pelo mesmo placar da Euro. Na partida, Carrasco foi titular, mas não participara de nenhum tento.

### Copa do Mundo de 2022
Em 2022, o jogador esteve novamente entre os convocados de Martínez para disputar uma Copa do Mundo. Sua participação foi similar, pois estreou com vitória, mas deixou de estar presente no segundo jogo. Quando voltou à equipe titular na terceira rodada, contemplou um empate sem gols contra a Croácia e foi eliminado na Primeira Fase.

### Euro 2024
Após a campanha ruim da Bélgica na Copa, Martínez foi demitido e substituído por Domenico Tedesco. O treinador continuou a chamar Yannick e fizera com que o atleta voltasse a participar de gols nos jogos que antecederam a Euro 2024. Sob seu comando, o atacante marcou gols contra Alemanha, Azerbaijão e Sérvia – onde também foi o capitão nessa última partida.
Seu sucesso nesse e em outros jogos fizera com que Yannick novamente disputasse um Campeonato Europeu. Sua campanha lá, porém, não foi positiva. Fizera quatro partidas onde foi titular em duas, mas não chegou a participar diretamente de nenhum gol. os Belgas conquistaram apenas quatro pontos na Fase de Grupos e foram eliminado nas Oitavas pelos franceses.
Após mais um insucesso, a Geração Belga passou por uma reformulação. Alguns jogadores antes tidos como destaques passaram a não mais figurar no elenco e Carrasco foi um dos jogadores que não mais estavam presentes nas convocações posteriores.

## Estatísticas
Atualizado até 1 de dezembro de 2020.

### Clubes
| Equipe             | Temporada         | Campeonato nacional | Campeonato nacional | Campeonato nacional | Copa nacional | Copa nacional | Copa nacional | Competições continentais | Competições continentais | Competições continentais | Outros torneios | Outros torneios | Outros torneios | Total | Total | Total   |
| Equipe             | Temporada         | Jogos               | Gols                | Assist.             | Jogos         | Gols          | Assist.       | Jogos                    | Gols                     | Assist.                  | Jogos           | Gols            | Assist.         | Jogos | Gols  | Assist. |
| ------------------ | ----------------- | ------------------- | ------------------- | ------------------- | ------------- | ------------- | ------------- | ------------------------ | ------------------------ | ------------------------ | --------------- | --------------- | --------------- | ----- | ----- | ------- |
| Monaco B           | 2010–11           | 6                   | 0                   | 0                   | –             | –             | –             | –                        | –                        | –                        | –               | –               | –               | 6     | 0     | 0       |
| Monaco B           | 2011–12           | 21                  | 7                   | 0                   | –             | –             | –             | –                        | –                        | –                        | –               | –               | –               | 21    | 7     | 0       |
| Monaco B           | 2012–13           | 1                   | 0                   | 0                   | –             | –             | –             | –                        | –                        | –                        | –               | –               | –               | 1     | 0     | 0       |
| Monaco B           | 2013–14           | 2                   | 1                   | 0                   | –             | –             | –             | –                        | –                        | –                        | –               | –               | –               | 2     | 1     | 0       |
| Monaco B           | Total             | 30                  | 8                   | 0                   | –             | –             | –             | –                        | –                        | –                        | –               | –               | –               | 30    | 8     | 0       |
| Monaco             | 2012–13           | 27                  | 6                   | 6                   | 3             | 2             | 1             | –                        | –                        | –                        | –               | –               | –               | 30    | 8     | 7       |
| Monaco             | 2013–14           | 18                  | 3                   | 3                   | 4             | 1             | 0             | –                        | –                        | –                        | –               | –               | –               | 22    | 4     | 3       |
| Monaco             | 2014–15           | 36                  | 6                   | 10                  | 6             | 1             | 3             | 10                       | 1                        | 1                        | –               | –               | –               | 52    | 8     | 14      |
| Monaco             | Total             | 81                  | 15                  | 19                  | 13            | 4             | 4             | 10                       | 1                        | 1                        | –               | –               | –               | 104   | 20    | 24      |
| Atlético de Madrid | 2015–16           | 29                  | 4                   | 1                   | 5             | 0             | 2             | 9                        | 1                        | 2                        | –               | –               | –               | 43    | 5     | 5       |
| Atlético de Madrid | 2016–17           | 35                  | 10                  | 4                   | 6             | 2             | 1             | 12                       | 2                        | 0                        | –               | –               | –               | 53    | 14    | 5       |
| Atlético de Madrid | 2017–18           | 17                  | 3                   | 3                   | 5             | 1             | 2             | 10                       | 0                        | 0                        | –               | –               | –               | 32    | 4     | 5       |
| Atlético de Madrid | 2019–20           | 15                  | 1                   | 2                   | –             | –             | –             | 1                        | 0                        | 0                        | –               | –               | –               | 16    | 1     | 2       |
| Atlético de Madrid | 2020–21           | 30                  | 6                   | 10                  | 0             | 0             | 0             | 5                        | 1                        | 1                        | –               | –               | –               | 35    | 7     | 10      |
| Atlético de Madrid | 2021–22           | 34                  | 6                   | 6                   | 2             | 0             | 1             | 7                        | 0                        | 0                        | 1               | 0               | 0               | 44    | 6     | 7       |
| Atlético de Madrid | 2022–23           | 11                  | 1                   | 0                   | 0             | 0             | 0             | 5                        | 1                        | 0                        | –               | –               | –               | 16    | 2     | 0       |
| Atlético de Madrid | Total             | 171                 | 31                  | 26                  | 18            | 3             | 6             | 49                       | 5                        | 3                        | 1               | 0               | 0               | 239   | 39    | 34      |
| Dalian Yifang      | 2018              | 25                  | 7                   | 5                   | 1             | 0             | 0             | –                        | –                        | –                        | –               | –               | –               | 26    | 7     | 5       |
| Dalian Yifang      | 2019              | 25                  | 17                  | 6                   | 1             | 0             | 0             | –                        | –                        | –                        | –               | –               | –               | 26    | 17    | 6       |
| Dalian Yifang      | Total             | 50                  | 24                  | 11                  | 2             | 0             | 0             | 0                        | 0                        | 0                        | –               | –               | –               | 52    | 24    | 11      |
| Total na carreira  | Total na carreira | 332                 | 78                  | 56                  | 33            | 7             | 10            | 59                       | 6                        | 4                        | 1               | 0               | 0               | 425   | 91    | 69      |

### Seleção Belga
Expanda a caixa de informações para conferir todos os jogos deste jogador, pela sua seleção nacional.
Sub-18
|    | Data                   | Local         | Resultado | Adversário   | Gol(s) | Competição         |
| -- | ---------------------- | ------------- | --------- | ------------ | ------ | ------------------ |
| 1. | 27 de outubro de 2010  | Limoges       | 1–1       | Rússia       | 0      | Torneio de Limoges |
| 2. | 29 de outubro de 2010  | Limoges       | 0–2       | Grécia       | 0      | Torneio de Limoges |
| 3. | 31 de outubro de 2010  | Limoges       | 1–1       | França       | 0      | Torneio de Limoges |
| 4. | 23 de novembro de 2010 | Deinze        | 0–1       | Bielorrússia | 0      | Amistoso           |
| 5. | 25 de novembro de 2010 | Aalst         | 4–3       | Bielorrússia | 0      | Amistoso           |
| 6. | 25 de janeiro de 2011  | Koksijde      | 1–3       | França       | 1      | Amistoso           |
| 7. | 27 de janeiro de 2011  | Oostduinkerke | 2–2       | França       | 0      | Amistoso           |
| 8. | 15 de março de 2011    | Gante         | 0–0       | Estónia      | 0      | Amistoso           |
| 9. | 17 de março de 2011    | Sint-Niklaas  | 2–0       | Estónia      | 0      | Amistoso           |

Sub-19
|     | Data                    | Local                                     | Resultado | Adversário    | Gol(s) | Competição                |
| --- | ----------------------- | ----------------------------------------- | --------- | ------------- | ------ | ------------------------- |
| 1.  | 9 de agosto de 2012     | Lokeren                                   | 1–1       | Dinamarca     | 0      | Amistoso                  |
| 2.  | 11 de agosto de 2012    | Beringen                                  | 0–0       | Dinamarca     | 0      | Amistoso                  |
| 3.  | 5 de setembro de 2011   | Beringen                                  | 1–1       | Turquia       | 0      | Amistoso                  |
| 4.  | 7 de setembro de 2011   | Maasmechelen                              | 4–1       | Turquia       | 0      | Amistoso                  |
| 5.  | 21 de setembro de 2011  | Ptuj City Stadium, Ptuj                   | 3–0       | País de Gales | 0      | Elim. Europeu Sub-19 2012 |
| 6.  | 23 de setembro de 2011  | Ptuj City Stadium, Ptuj                   | 0–0       | Eslovênia     | 0      | Elim. Europeu Sub-19 2012 |
| 7.  | 26 de setembro de 2011  | Ptuj City Stadium, Ptuj                   | 3–1       | Escócia       | 1      | Elim. Europeu Sub-19 2012 |
| 8.  | 28 de fevereiro de 2012 | Gemeentelijk Stadion Vigor Wuitens, Hamme | 6–0       | Estónia       | 1      | Amistoso                  |
| 9.  | 1 de março de 2012      | Burgemeester Van de Wielestadion, Deinze  | 5–1       | Estónia       | 0      | Amistoso                  |
| 10. | 23 de maio de 2012      | Stadio Giorgio Calbi, Cattolica           | 1–2       | Itália        | 1      | Elim. Europeu Sub-19 2012 |
| 11. | 25 de maio de 2012      | Stadio Giorgio Calbi, Cattolica           | 1–1       | Armênia       | 0      | Elim. Europeu Sub-19 2012 |
| 12. | 28 de maio de 2012      | Stadio Giorgio Calbi, Cattolica           | 1–2       | Espanha       | 0      | Elim. Europeu Sub-19 2012 |

Sub-21
|     | Data                   | Local                             | Resultado | Adversário       | Gol(s) | Competição                |
| --- | ---------------------- | --------------------------------- | --------- | ---------------- | ------ | ------------------------- |
| 1.  | 25 de março de 2013    | Den Dreef, Heverlee               | 2–0       | Chipre           | 0      | Elim. Europeu Sub-21 2015 |
| 2.  | 29 de maio de 2013     | Stade Perruc, Hyères              | 1–2       | Brasil           | 0      | Torneio Toulon 2013       |
| 3.  | 31 de maio de 2013     | Stade des Costières, Nîmes        | 0–2       | Portugal         | 0      | Torneio Toulon 2013       |
| 4.  | 2 de junho de 2013     | Parc des Sports, Avinhão          | 1–1       | Nigéria          | 0      | Torneio Toulon 2013       |
| 5.  | 6 de junho de 2013     | Stade Léo Lagrange, Besançon      | 1–1       | México           | 0      | Torneio Toulon 2013       |
| 6.  | 13 de agosto de 2013   | Den Dreef, Heverlee               | 1–1       | Israel           | 0      | Amistoso                  |
| 7.  | 5 de setembro de 2013  | Stadio Centro d'Italia, Rieti     | 3–1       | Itália           | 1      | Elim. Europeu Sub-21 2015 |
| 8.  | 9 de setembro de 2013  | Den Dreef, Heverlee               | 1–0       | Irlanda do Norte | 0      | Elim. Europeu Sub-21 2015 |
| 9.  | 11 de outubro de 2013  | Mourneview Park, Lurgan           | 1–0       | Irlanda do Norte | 0      | Elim. Europeu Sub-21 2015 |
| 10. | 15 de novembro de 2013 | Metalac Stadium, Gornji Milanovac | 2–2       | Sérvia           | 0      | Elim. Europeu Sub-21 2015 |
| 11. | 5 de março de 2014     | Den Dreef, Heverlee               | 0–3       | Sérvia           | 0      | Elim. Europeu Sub-21 2015 |

Seleção Principal
|     | Data                   | Local                                      | Resultado | Adversário           | Gol(s) | Competição               |
| --- | ---------------------- | ------------------------------------------ | --------- | -------------------- | ------ | ------------------------ |
| 1.  | 28 de março de 2015    | Estádio Rei Balduíno, Bruxelas             | 5–0       | Chipre               | 0      | Elim. Euro 2016          |
| 2.  | 7 de junho de 2015     | Stade de France, Saint-Denis               | 4–3       | França               | 0      | Amistoso                 |
| 3.  | 12 de junho de 2015    | Cardiff City Stadium, Cardiff              | 0–1       | País de Gales        | 0      | Elim. Euro 2016          |
| 4.  | 13 de novembro de 2015 | Estádio Rei Balduíno, Bruxelas             | 3–1       | Itália               | 0      | Amistoso                 |
| 5.  | 13 de junho de 2016    | Parc Olympique Lyonnais, Lyon              | 0–2       | Itália               | 0      | Euro 2016                |
| 6.  | 18 de junho de 2016    | Estádio Matmut Atlantique, Bordeaux        | 3–0       | Irlanda              | 0      | Euro 2016                |
| 7.  | 22 de junho de 2016    | Allianz Riviera, Nice                      | 1–0       | Suécia               | 0      | Euro 2016                |
| 8.  | 26 de junho de 2016    | Stadium Municipal, Toulouse                | 4–0       | Hungria              | 1      | Euro 2016                |
| 9.  | 1 de julho de 2016     | Stade Pierre-Mauroy, Lille                 | 1–3       | País de Gales        | 0      | Euro 2016                |
| 10. | 1 de setembro de 2016  | Estádio Rei Balduíno, Bruxelas             | 0–2       | Espanha              | 0      | Amistoso                 |
| 11. | 6 de setembro de 2016  | Estádio GSP, Nicósia                       | 3–0       | Chipre               | 1      | Elim. Copa do Mundo 2018 |
| 12. | 7 de outubro de 2016   | Estádio Rei Balduíno, Bruxelas             | 4–0       | Bósnia e Herzegovina | 0      | Elim. Copa do Mundo 2018 |
| 13. | 10 de outubro de 2016  | Estádio Algarve, Faro/Loulé                | 6–0       | Gibraltar            | 0      | Elim. Copa do Mundo 2018 |
| 14. | 9 de novembro de 2016  | Amsterdam Arena, Amsterdam                 | 1–1       | Países Baixos        | 1      | Amistoso                 |
| 15. | 13 de novembro de 2016 | Estádio Rei Balduíno, Bruxelas             | 8–1       | Estónia              | 1      | Elim. Copa do Mundo 2018 |
| 16. | 25 de março de 2017    | Estádio Rei Balduíno, Bruxelas             | 1–1       | Grécia               | 0      | Elim. Copa do Mundo 2018 |
| 17. | 28 de março de 2017    | Estádio Olímpico de Fisht, Sóchi           | 3–3       | Rússia               | 0      | Amistoso                 |
| 18. | 5 de junho de 2017     | Estádio Rei Balduíno, Bruxelas             | 2–1       | Tchéquia             | 0      | Amistoso                 |
| 19. | 9 de junho de 2017     | A. Le Coq Arena, Tallinn                   | 2–0       | Estónia              | 0      | Elim. Copa do Mundo 2018 |
| 20. | 31 de agosto de 2017   | Estádio de Sclessin, Liège                 | 9–0       | Gibraltar            | 0      | Elim. Copa do Mundo 2018 |
| 21. | 3 de setembro de 2017  | Estádio Karaiskákis, Pireu                 | 2–1       | Grécia               | 0      | Elim. Copa do Mundo 2018 |
| 22. | 7 de outubro de 2017   | Stadion Grbavica, Sarajevo                 | 4–3       | Bósnia e Herzegovina | 1      | Elim. Copa do Mundo 2018 |
| 23. | 27 de março de 2018    | Estádio Rei Balduíno, Bruxelas             | 4–0       | Arábia Saudita       | 0      | Amistoso                 |
| 24. | 2 de junho de 2018     | Estádio Rei Balduíno, Bruxelas             | 0–0       | Portugal             | 0      | Amistoso                 |
| 25. | 6 de junho de 2018     | Estádio Rei Balduíno, Bruxelas             | 3–0       | Egito                | 0      | Amistoso                 |
| 26. | 11 de junho de 2018    | Estádio Rei Balduíno, Bruxelas             | 4–1       | Costa Rica           | 0      | Amistoso                 |
| 27. | 18 de junho de 2018    | Estádio Olímpico de Fisht, Sóchi           | 3–0       | Panamá               | 0      | Copa do Mundo 2018       |
| 28. | 23 de junho de 2018    | Arena Otkrytie, Moscou                     | 5–2       | Tunísia              | 0      | Copa do Mundo 2018       |
| 29. | 2 de julho de 2018     | Arena Rostov, Rostov do Don                | 3–2       | Japão                | 0      | Copa do Mundo 2018       |
| 30. | 10 de julho de 2018    | Estádio Krestovsky, São Petersburgo        | 0–1       | França               | 0      | Copa do Mundo 2018       |
| 31. | 7 de setembro de 2018  | Hampden Park, Glasgow                      | 4–0       | Escócia              | 0      | Amistoso                 |
| 32. | 11 de setembro de 2018 | Laugardalsvöllur, Reykjavík                | 3–0       | Islândia             | 0      | Liga das Nações da UEFA  |
| 33. | 12 de outubro de 2018  | Estádio Rei Balduíno, Bruxelas             | 2–1       | Suíça                | 0      | Liga das Nações da UEFA  |
| 34. | 16 de outubro de 2018  | Estádio Rei Balduíno, Bruxelas             | 1–1       | Países Baixos        | 0      | Amistoso                 |
| 35. | 24 de março de 2019    | Estádio GSP, Nicósia                       | 2–0       | Chipre               | 0      | Elim. Eurocopa 2020      |
| 36. | 11 de junho de 2019    | Estádio Rei Balduíno, Bruxelas             | 3–0       | Escócia              | 0      | Elim. Eurocopa 2020      |
| 37. | 6 de setembro de 2019  | Estádio Olímpico de San Marino, Serravalle | 4–0       | San Marino           | 0      | Elim. Eurocopa 2020      |
| 38. | 9 de setembro de 2019  | Hampden Park, Glasgow                      | 4–0       | Escócia              | 0      | Elim. Eurocopa 2020      |
| 39. | 10 de outubro de 2019  | Estádio Rei Balduíno, Bruxelas             | 9–0       | San Marino           | 0      | Elim. Eurocopa 2020      |
| 40. | 13 de outubro de 2019  | Astana Arena, Astana                       | 2–0       | Cazaquistão          | 0      | Elim. Eurocopa 2020      |
| 41. | 19 de novembro de 2019 | Estádio Rei Balduíno, Bruxelas             | 6–1       | Chipre               | 1      | Elim. Eurocopa 2020      |
| 42. | 5 de setembro de 2020  | Estádio Parken, Copenhaga                  | 2–0       | Dinamarca            | 0      | Liga das Nações da UEFA  |

## Títulos
Monaco
- Ligue 2: 2012–13

Atlético de Madrid
- Liga Europa da UEFA: 2017–18
- La Liga: 2020–21

### Prêmios individuais
- 77º melhor jogador do ano de 2016 (The Guardian)[48]
- 26º melhor jogador do ano de 2016 (Marca)[49]

### Artilharias
- Copa do Rei (Arábia Saudita): 2023–24 (4 gols)[155]